# Передплата
Передпла́та, передопла́та — попередня повна чи часткова оплата за товари чи послуги, здійснена до (а не після) отримання цих товарів чи послуг. У господарській діяльності служить гарантією того, що покупець дійсно зацікавлений в операції купівлі-продажу.
Передплата періодичних видань — попередній збір замовлень на періодичні видання (газети, журнали), багатотомні книжкові видання (серії) та інші продукти що, мають видаватися (виготовлятися) в майбутньому. // Складання угоди (договору, контракту) про надсилання друкованого видання з попередньою його оплатою та одержування цього видання за такою угодою.
Передплата періодичних видань в Україні зазвичай оформлюється у відділеннях пошти або передплатних агенціях за передплатним індексом — 5-значне число, що є персональним ідентифікаційним номером видання у каталогах передплатних видань.